# Zofia Wichłacz

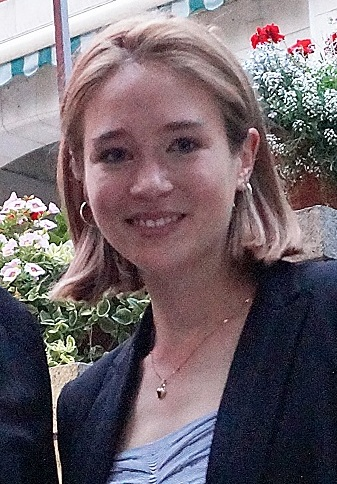
Zofia Wichłacz (2018)

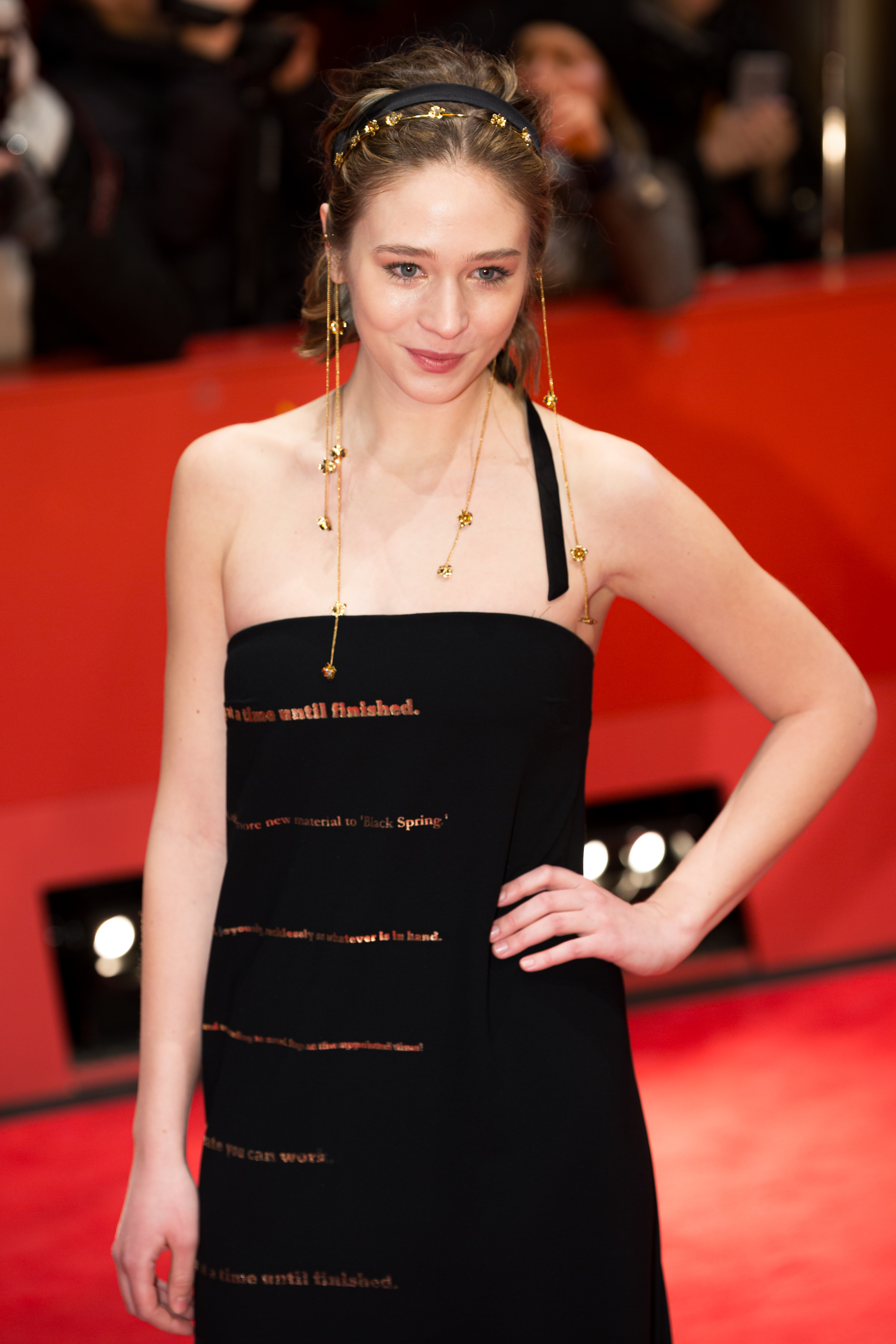
Wichłacz als European Shooting Star 2017

Zofia Wichłacz (* 5. April 1995 in Warschau) ist eine polnische Schauspielerin.

## Leben
Zofia Wichłacz wurde als Tochter der Bühnenbildnerin Anna Seitz-Wichłacz und des Kameramanns Zbigniew Wichłacz geboren. Sie absolvierte das LXIV Liceum Ogólnokształcącego im. St. I. Witkiewicza w Warszawie und besuchte das Theaterzentrum U Machulskich an. Außerdem begann sie eine Ausbildung an der Aleksander-Zelwerowicz-Theaterakademie Warschau, die sie nach einem Semester abbrach. 2013 erhielt sie beim Festival Dwa Teatry in Sopot einen Schauspielpreis für ihre Darstellung der Mela in der Tragikomödie Die Moral der Frau Dulski von Gabriela Zapolska. Mit dem Monolog Let’s talk in German / Porozmawiajmy po niemiecku stand sie 2015 am Teatr Polonia in Warschau auf der Bühne.
Im Kriegsfilm Warschau ’44 von Jan Komasa über den Warschauer Aufstand hatte sie 2014 eine Hauptrolle als Krankenschwester Alicja Saska, für die sie am Polnischen Filmfestival Gdynia als beste Schauspielerin ausgezeichnet und als beste Hauptdarstellerin für den Polnischen Filmpreis 2015 nominiert und in der Kategorie Beste Nachwuchsleistung / Entdeckung des Jahres ausgezeichnet wurde. 2016 war sie im Filmdrama Afterimage von Andrzej Wajda als Hania zu sehen. Im Rahmen der Berlinale 2017 wurde sie für ihre Darstellung der Zofia Bala in Amok als European Shooting Star ausgezeichnet.
2018 gehörte sie in der Netflix-Serie 1983, die unter anderem unter der Regie von Agnieszka Holland entstand, als Karolina Lis zur Hauptbesetzung. Von 2018 bis 2021 spielte sie in der polnischen Serie Im Sumpf die Rolle der Teresa Zarzycka. In der BBC-Dramaserie World on Fire über den Zweiten Weltkrieg übernahm sie 2019 neben Jonah Hauer-King, Sean Bean und Helen Hunt die Rolle der Kasia Tomaszeski. In der dänisch-französischen Krimi-Fernsehserie Kidnapping mit Charlotte Rampling hatte sie ab 2019 eine Hauptrolle als Julita Sienko. Eine weitere Hauptrolle übernahm sie in der Fortsetzung zum Horrorfilm Nobody Sleeps in the Woods Tonight, in der sie 2021 als Wanessa Kowalczyk zu sehen war.
In den deutschsprachigen Fassungen wurde sie unter anderem von Marie-Isabel Walke (Nobody Sleeps in the Woods Tonight 2, World on Fire, Im Sumpf), Josephine Schmidt (Warschau ’44), Ramona Rockenhausen  (Kidnapping), Nicole Hannak (The Romanoffs), Leonie Dubuc (Im Sumpf) sowie von Olivia Büschken (1983) synchronisiert.

## Filmografie (Auswahl)
- 2012: Byl sobie dzieciak
- 2013: Gleboka woda – Rozwiazanie (Fernsehserie)
- 2013: Once My Mother
- 2014: Warschau ’44 (Miasto 44)
- 2014: Lekarze (Fernsehserie)
- 2013–2014: Teatr Telewizji (Fernsehserie)
- 2016: Afterimage (Powidoki)
- 2017: Die Spur (Pokot)
- 2017: Amok
- 2017: Paare – Hotel Berlin (Fernsehserie)
- 2017: Zgoda
- 2017: Belfer (Fernsehserie)
- 2018: The Romanoffs – Endstation (Fernsehserie)
- 2018: 1983 (Fernsehserie)
- 2018–2021: Im Sumpf (Rojst, Fernsehserie)
- 2019–2023: Kidnapping (DNA, Fernsehserie)
- 2019–2023: World on Fire (Fernsehserie)
- 2021: Pisarze. Serial na krótko (Mini-Serie)
- 2021: Receptura (Fernsehserie)
- 2021: Nobody Sleeps in the Woods Tonight 2 (W lesie dziś nie zaśnie nikt 2)
- 2021: Planeta Singli. Osiem historii – Uslysz mnie (Mini-Serie)
- 2023: Warszawianka (Fernsehserie)

## Auszeichnungen und Nominierungen
Polnisches Filmfestival Gdynia
- 2014: Auszeichnung als beste Schauspielerin für Warschau ’44[2][6]

Polnischer Filmpreis
- 2015: Nominierung in der Kategorie Beste Hauptdarstellerin für Warschau ’44[2][6]
- 2015: Auszeichnung in der Kategorie Beste Nachwuchsleistung / Entdeckung des Jahres für Warschau ’44[2][6]

Internationale Filmfestspiele Berlin
- 2017: Auszeichnung als European Shooting Star[2][6][8]